# Sven Petter Svanberg
Sven Petter Svanberg (i riksdagen kallad Svanberg i Norra Solberga), född 22 maj 1868 i Norra Solberga församling, Jönköpings län, död där 8 april  1920 , var en svensk fabriksarbetare och politiker. 
Hans föräldrar var statardrängen Sven Peter Svensson och Helena Kristina Petersdotter, Han var ledamot av riksdagens andra kammare 1918–1920 och tillhörde Socialdemokraterna. I riksdagen skrev han en egen motion om provisionen vid försäljning av frankotecken.